# Sebastian Finsterwalder
Sebastian Finsterwalder (Rosenheim, 4 de outubro de 1862 — Munique, 4 de dezembro de 1951) foi um matemático e geodesista alemão.
Finsterwalder foi durante quarenta anos, de 1891 a 1931, professor ordinário da Universidade Técnica de Munique.
Como alpinista começou — possivelmente por ter observado fósseis alpinos em suas caminhadas — a se interessar por geologia e tectônica dos Alpes. Seu desejo de precisas e também não muito complexas medições de movimentação em geleiras o conduziram a aplicações glaciológicas da fotogrametria. Finsterwalder realizou em 1892 o primeiro registro completo das geleiras bávaras de Wetterstein e dos Alpes de Berchtesgaden.
Finsterwalder foi um dos primeiros a desenvolver uma metodologia de reconstrução de objetos tridimensionais a partir de medições fotográficas, sendo ao mesmo tempo pioneiro em medidas geodésicas em altas montanhas, especialmente por suas fotografias aéreas de balão. Sob sua direção a Comissão da Baviera para Geodésia Internacional realizou em grande parte da Baviera medições precisas de gravidade com gravímetros relativos.
Em sua homenagem um ginásio em Rosenheim, o Finsterwalder-Gymnasium foi denominado em seu nome. Em 1915 foi presidente da Associação dos Matemáticos da Alemanha. Em 1943 Finsterwalder recebeu a Medalha Helmert da DVW - Gesellschaft für Geodäsie, Geoinformation und Landmanagement.
Nas mesmas áreas de especialidade atuaram seus dois filhos:
- Richard Finsterwalder (1899–1963) – como professor em Hannover e na Universidade Técnica de Munique
- Ulrich Finsterwalder (1897–1988) – como engenheiro civil.